# Din Lligwy

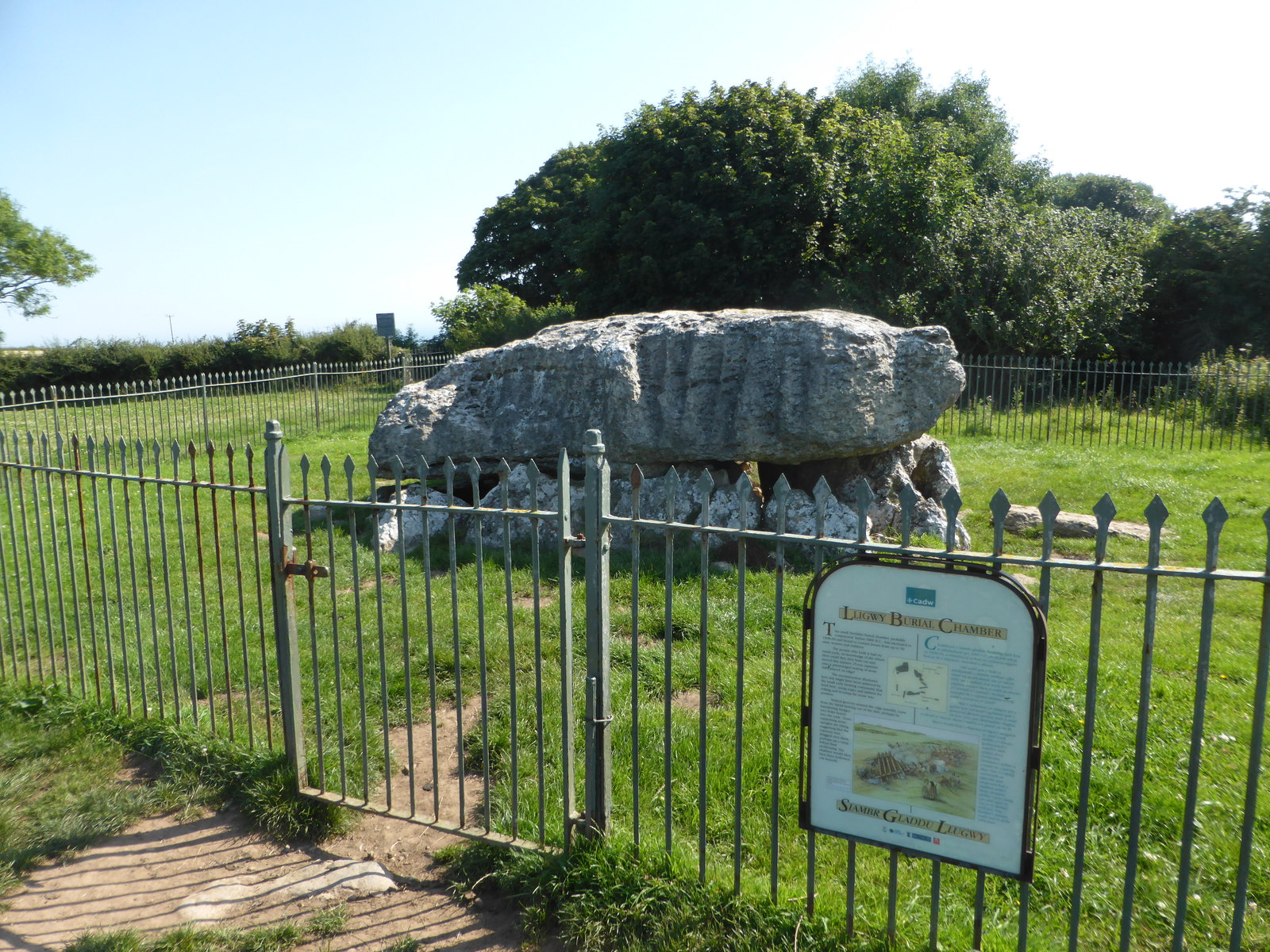
Din Lligwy

Din Lligwy liegt nahe dem Dorf Moelfre im Nordosten der Insel Anglesey in Wales und hat zwei vorzeitliche, jedoch zeitlich und räumlich völlig getrennte Monumente.

## Die Kammer „Siambr Gladdu Lligwy“
Das Lligwy tomb (Lage) gehört keinem der auf den Britischen Inseln üblichen Typen an. Die niedrige, nur 1,1 m hohe Kammer wurde auf einem Feld gefunden. Sie stammt vom Ende des 3. Jahrtausends v. Chr. Das Lligwy tomb wird durch seinen massiven Deckstein von fünf Metern Länge, einem Meter Dicke mit einem Gewicht von 25 Tonnen gekennzeichnet. Das Besondere ist, dass die Anlage über einer Grube errichtet wurde. Die Tragsteine stehen entweder auf dem felsigen Rand der Grube oder auf Trockenmauerwerk. Der Boden der aus dem Fels gearbeiteten Grube hatte zur Decke einen Abstand von mehr als zwei Metern. Die Verwendung einer Grube ist mit dem Minimum an Arbeitsaufwand interpretiert worden, wahrscheinlicher ist jedoch das Nicht-Vorhandensein geeignet großer Tragsteine gewesen. Wie andere Kammern in der Region war es ursprünglich mit einem Erd- oder Steinhügel bedeckt. Der Zugang zur Kammer erfolgt durch einen kleinen Gang.
In der 1909 ausgegrabenen Kammer wurden die Überreste von 15 bis 30 Personen (Männer, Frauen und Kinder) in zwei durch Steinplatten getrennten Schichten gefunden, was auf Nachbestattung hinweisen kann. Die obere Schicht, die menschliche und tierische Knochen, bearbeitete Feuersteine und Scherben enthielt, wurde mit Muscheln bedeckt. Die untere Schicht ruhte auf einem Bett aus Muschelschalen. Die Knochen waren alle unverbrannt. Drei Fragmente von ungewöhnlich breiten Kieferknochen, deuten auf ein familiäres Merkmal. Mit ihnen wurden zerscherbte Becher und Grooved Ware (gerillte Keramik) gefunden, die das Alter der jungsteinzeitlichen Megalithanlage belegen.

## Die Siedlung

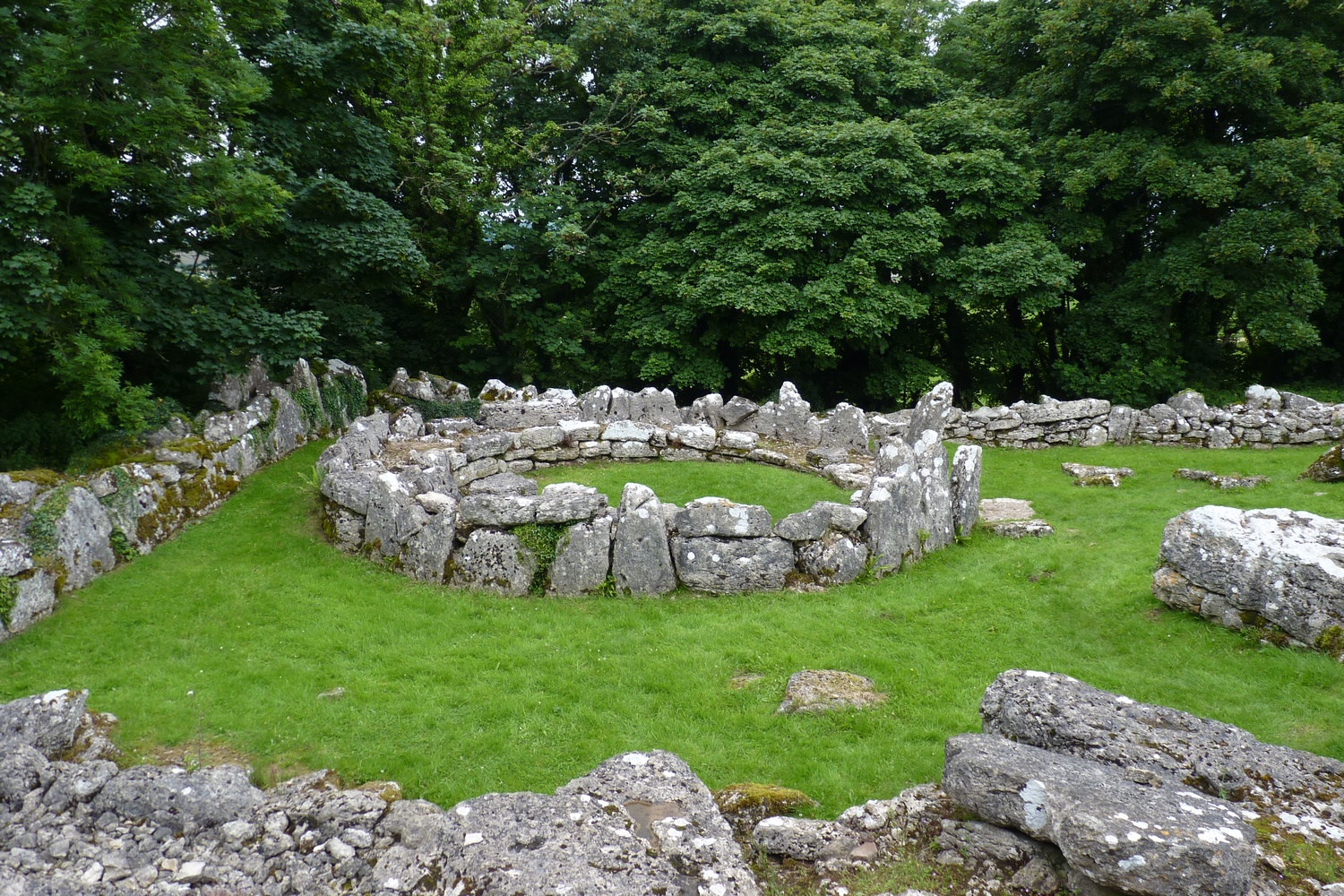
Die Haupthütte

Die „Din Lligwy Hut Group“ ist eine umwallte Hüttengruppe aus den letzten Tagen der römischen Besatzung (Lage). Münzen und Keramik stammen jedenfalls aus dem 4. Jahrhundert n. Chr., obwohl die Ausgrabungen und Funde zeigen, dass es lange zuvor entstand. Es wird vermutet, dass die Mauer um das Dorf erst nach dem Abzug der Römer errichtet wurde. 
Das Gelände umfasst einen halben Hektar und besteht aus den randständigen Fundamenten von zwei runden und mehreren eckigen Gebäuden. Die Größe und Form der Gebäude variiert. Die runden Gebäude sind typisch für die walisische Eisenzeit, insbesondere auf Anglesey. In der großen Rundhütte wurden Münzen, Keramik und eine Glaskanne sowie ein Silberbarren gefunden. 
Das rechteckige Gebäude in der gegenüberliegenden Ecke erwies sich als Werkstatt, in der große Mengen an metallischer Schlacke sowie Reste von mehreren Feuerstellen gefunden wurden. Der Zugang war durch ein rechteckiges Gebäude gesichert. 
In der Nähe befinden sich die Ruine der Capel Lligwy, die Insel Ynys Moelfre und das Fischwehr Traeth Lligwy.